# Хашимов, Хикмат Хусанович
Хикмат Хусанович Хашимов (узб. Hikmat Hoshimov; род. 12 ноября 1979 г., Ташкент, Узбекистан) — узбекский футболист, выступающий на позиции опорного полузащитника и защитника. Участник финального турнира Кубка Азии в составе сборной Узбекистана.

## Биография

### Клубная карьера
Начинал играть в футбол на взрослом уровне в 18-летнем возрасте в составе ташкентского МХСК, также в начале карьеры выступал за «Дустлик». С 2001 года играл за «Согдиану», в которой стал игроком основного состава. В дальнейшем выступал за «Локомотив» (Ташкент), «Андижан», «Насаф» и «Бунёдкор».
Много лет провёл в составе бекабадского «Металлурга», в общей сложности сыграл за этот клуб около 300 матчей в чемпионатах Узбекистана.

### Карьера в сборной
В 2007—2008 годах тренер Рауф Инилеев вызывал Хашимова в национальную сборную Узбекистана. Дебютный матч футболист сыграл 7 февраля 2007 года против Азербайджана, а первый гол забил 23 марта 2007 года в ворота сборной Тайваня, гол оказался победным в матче (1:0).
В июле 2007 года Хашимов принимал участие в финальном турнире Кубка Азии. На турнире вышел на поле в одном матче — 11 июля 2007 года в игре против Ирана вышел на замену на 61-й минуте вместо Азизбека Хайдарова.
Всего за национальную сборную сыграл 13 матчей и забил 1 гол, а также принял участие в двух неофициальных матчах.

### Семья
Сын Абдукодир Хусанов профессиональный футболист, игрок национальной сборной Узбекистана и английского клуба «Манчестер Сити».